# Storie di padri e figli
Storie di padri e figli è una raccolta di racconti dell'investigatore privato Pepe Carvalho, celebre personaggio creato dalla penna di Manuel Vázquez Montalbán.
Il titolo della raccolta, che si compone di racconti, sintetizza i contraddittori rapporti che le diverse generazioni si trovano ad affrontare in una terra ed in un periodo di confine, la Spagna postfranchista.

## Da tetti a terrazze
Young era un quarantenne ottimo padre di famiglia, nonostante fosse un ex pugile suonato, alcolista, ex mito dei giovani barcellonesi del popolare quartiere “Districto V”. Young, abbandonato dalla moglie e unico sostegno di un figlio adolescente, viveva di espedienti prima di essere trovato morto e coinvolgere Pepe Carvalho nelle indagini sullo strano incidente che lo ha ucciso.

## Cercasi Shahrazad
Shahrazad è il nome d'arte dietro al quale si nasconde un'ambigua contorsionista di cui si sono perse le tracce. La madre dell'artista affida a Carvalho l'incarico di ritrovarla, ma come spesso accade a Pepe, il caso sconfinerà in qualcosa di più grosso di quanto un investigatore privato possa affrontare.
Una curiosità: i nomi di alcuni personaggi di questo racconto sono i cognomi dei principali traduttori di Vázquez Montalbán: il Capitano Sumbulovich ha lo stesso cognome di colei che ha curato molte traduzioni verso l'italiano dei romanzi di Vazquez Montalbán e il personaggio Grazier ha quasi stesso cognome della prima traduttrice francese Michèle Gazier delle storie di Pepe Carvalho.

## Ne ho fatto un uomo
Joaquin padre ha fatto di tutto per “costruire” un brillante futuro a Joaquin figlio che ha finto di essere quello che il padre avrebbe sempre voluto.